# 1236 Thaïs
1236 Thaïs este un asteroid din centura principală, descoperit pe 6 noiembrie 1931 de Grigori Neuimin.